# Marc Batta
Pour les articles homonymes, voir Batta.
Marc Batta, né le 1er novembre 1953 à Marseille, est un ancien arbitre international français de football ayant évolué entre 1984 et 2012.

## Biographie
Il dirige son premier match de football à 17 ans à Marseille. Ses qualités d'arbitrage furent vite repérées par son père tout d'abord, ancien arbitre de La ligue du Sud-Est, devenue Ligue de la Méditerranée, et un proche ami de ce dernier, Julien ESPIE, de la même Ligue, ancien arbitre central en qualité de Fédéral 1, grand spécialiste de la loi n° 11, ayant de nombreuses fois assisté des arbitres internationaux français tel que Roger Machin ou le Dr Roger Barde, lors de rencontre internationales.
Marc Batta était très apprécié des joueurs de D1 et des délégués de la FFF, car ses qualités athlétiques, sa connaissance des lois du jeu et son jugement in situ étaient le garant d'un bon déroulement de la rencontre.
Au cours de sa carrière, il arbitre environ 130 matchs internationaux.
Il arbitre la finale de la Coupe de France 1994, la finale de la Coupe de la Ligue 1996 et la finale aller de la Coupe UEFA 1996-1997. 
Il est au cœur d'une polémique au cours d'un match de qualification opposant l'Allemagne au Portugal pour la Coupe du monde 1998 (match nul 1-1). Le Portugal menant après 71 minutes de jeu, Batta donne un deuxième carton jaune pour Rui Costa lors de son remplacement pour gain de temps. Cette action très polémique a conduit le Portugal à ne pas se qualifier pour la Coupe du monde, l'Allemagne égalisant en fin de match en jouant à 11 contre 10.
Il dirige également des matchs lors de la Coupe du monde 1998. Quand les Bleus se furent qualifiés en quart de finale, il ne put plus être désigné pour diriger d'autres rencontres durant cette Coupe du Monde, en application d'une règle de la FIFA en la matière.
Dans les compétitions par équipes nationales, Batta était présent lors des tournois de la Coupe du monde de la FIFA 1998 et de l'UEFA Euro 1996 [3], où il a arbitré deux matchs. 
Entre juillet 2004 et juillet 2013, il a été le directeur national de l'arbitrage au sein de la Fédération française de football, succédant à Michel Vautrot. Il siège depuis 2014 à la commission de l'arbitrage de l'UEFA, et est également consultant à l'arbitrage au niveau européen.
Son fils, Florent Batta, également arbitre professionnel, officie actuellement en ligue 1.

## Statistiques[3]
| FRANCE            | FRANCE            | EUROPE                             | EUROPE            | INTERNATIONAL               | INTERNATIONAL     |
| Catégorie         | Nombres de matchs | Catégorie                          | Nombres de matchs | Catégorie                   | Nombres de matchs |
| Coupe de la Ligue | 8                 | UEFA Champions League              | 9                 | Eliminatoire Coupe du Monde | 3                 |
| Ligue 2           | 86                | Supercoupe UEFA                    | 1                 | Qualification Euro          | 2                 |
| Ligue 1           | 179               | EUFA Champion League Qualification | 3                 | Amicaux Internationaux      | 6                 |
| Coupe de France   | 15                | Coupe de l'UEFA (-2009)            | 9                 | Coupe du Monde 1998         | 3                 |
|                   |                   | Coupe des coupes (-1999)           | 6                 |                             |                   |
| ----------------- | ----------------- | ---------------------------------- | ----------------- | --------------------------- | ----------------- |

| AUTRES COMPETITIONS      | AUTRES COMPETITIONS |
| Catégorie                | Nombres de matchs   |
| Egyptian Premier League  | 1                   |
| Egypt Cup                | 1                   |
| Cupa României            | 1                   |
| Europameisterschaft 1996 | 2                   |
| ------------------------ | ------------------- |